# Ljusgul trymal
Ljusgul trymal, Ypsolopha nemorella, är en fjärilsart som först beskrevs av Carl von Linné 1758.  Ljusgul trymal ingår i släktet Ypsolopha, och familjen höstmalar, Ypsolophidae. Arten är reproducerande i både Sverige och Finland och enligt respektive rödlista är arten livskraftig, LC, i båda länderna.

## Bildgalleri

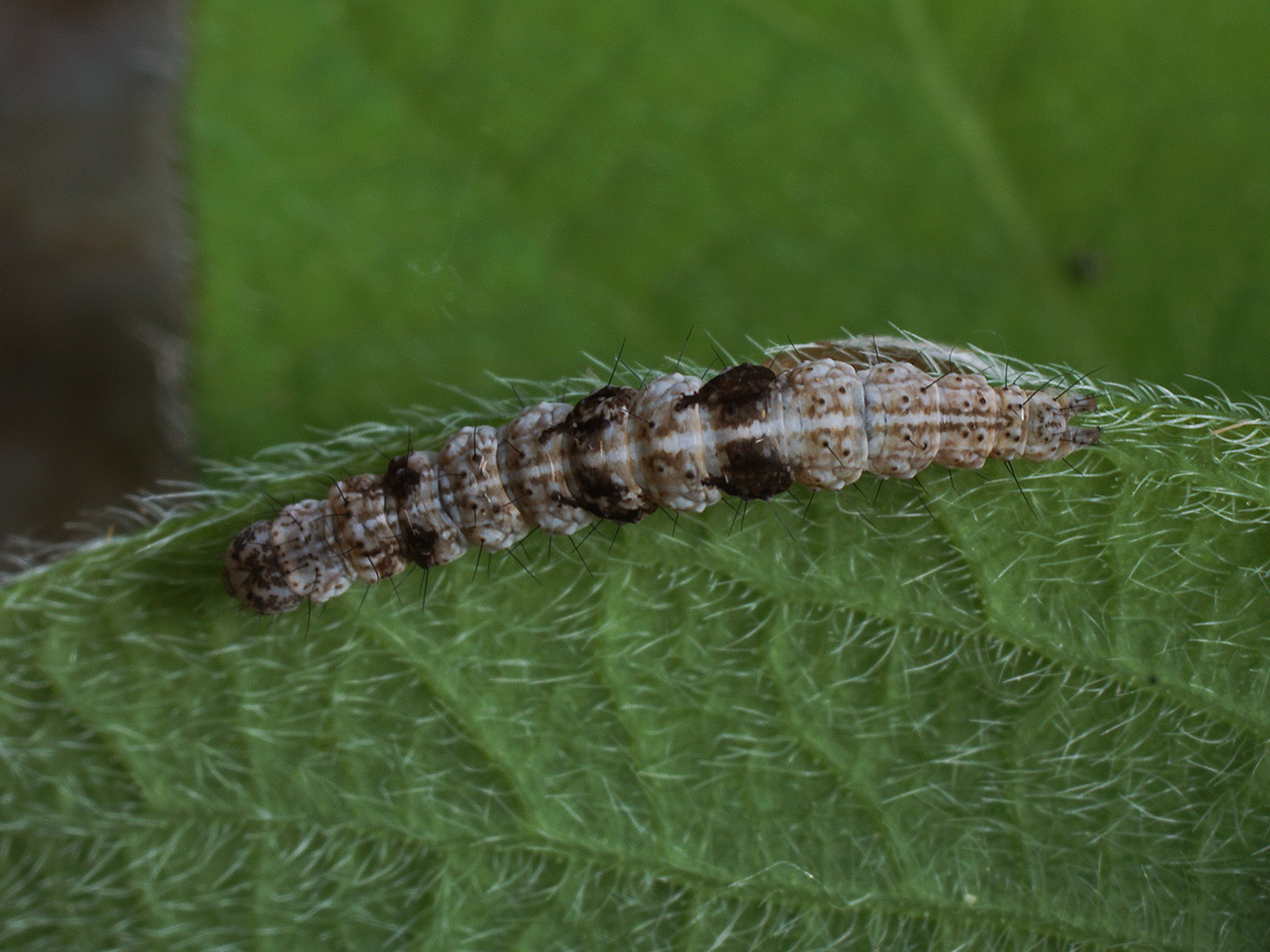
Fjärilens larv.
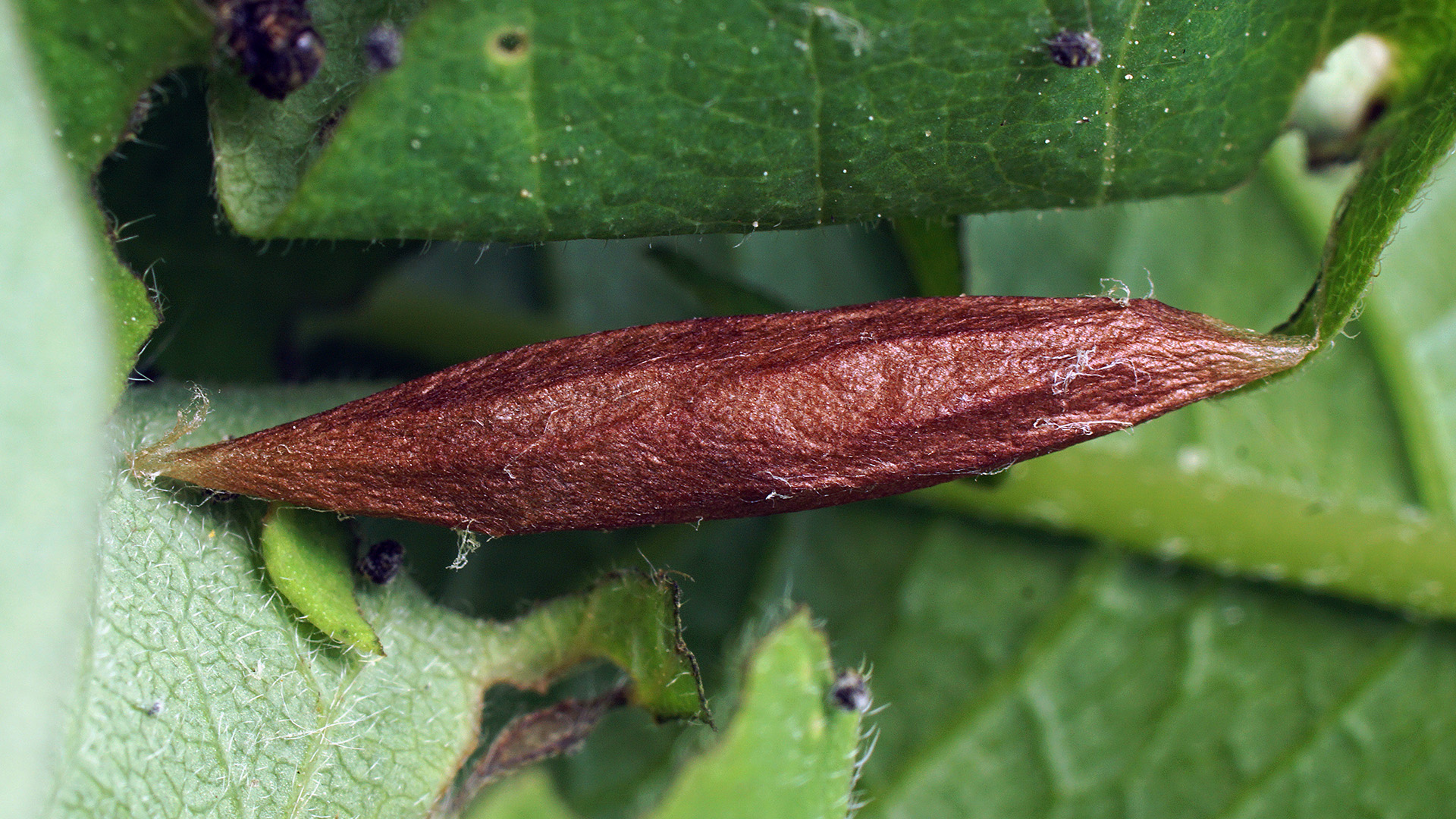
Fjärilens puppa.
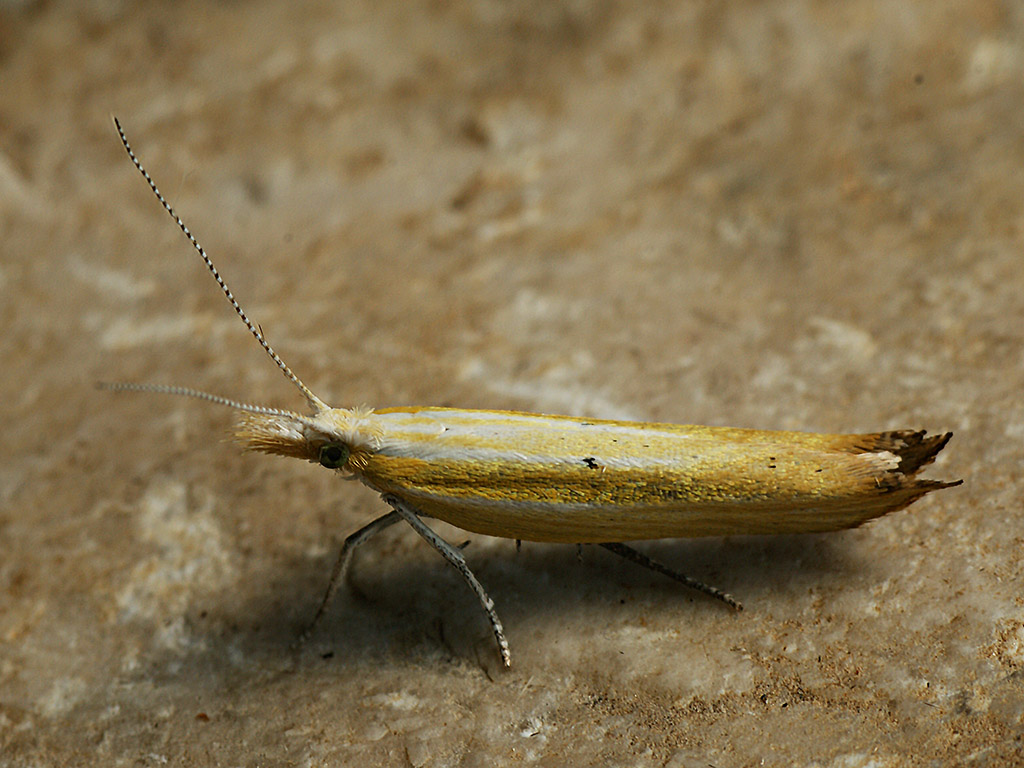
Imago fjäril.